# Friederike Lienig
Friederike Lienig, född 1790 i Forstei Dubena, Kurland, död 1855 i Dresden, var en lettisk (balttysk) entomolog. Fyra fjärilsarter är uppkallade efter henne.